# Michaela Brandenburg
Michaela Brandenburg (Kiel, 17 december 1997) is een voetbalspeelster uit Duitsland. Ze speelt als verdediger voor SV Werder Bremen in de Bundesliga.

## Clubcarrière
Michaela Brandenburg begon in 2006 met voetballen bij SpVg Eidertal Molfsee. In 2010 stapte ze over naar Holstein Kiel. Voor deze club maakte ze haar debuut in het eerste elftal op 2 december 2012 op 14-jarige leeftijd in een 7-2 nederlaag tegen SV Werder Bremen in de 2de Bundesliga.
In de zomer van 2013 stapte ze over naar VfL Wolfsburg waar ze haar wedstrijden in het tweede elftal speelde. Haar enige wedstrijd in het eerste elftal speelde Brandenburg in de DFB Pokal tegen haar oude club Holstein Kiel. Ze speelde meer dan 100 wedstrijden in het tweede elftal van VfL Wolfsburg.
In 2019 stapte Brandenburg over naar SC Sand.  Toen die club in 2022 naar de tweede Bundesliga degradeerde, bleef Brandenburg voor de eerste Bundesliga behouden door een transfer te maken naar SV Werder Bremen.

## Statistieken
| Seizoen | Club                 | Competitie     | Competitie | Competitie | Beker | Beker | Overig | Overig | Totaal | Totaal |
| Seizoen | Club                 | Competitie     | Wed.       | Dlp.       | Wed.  | Dlp.  | Wed.   | Dlp.   | Wed.   | Dlp.   |
| ------- | -------------------- | -------------- | ---------- | ---------- | ----- | ----- | ------ | ------ | ------ | ------ |
| 2012/13 | FC Bayern München II | 2de Bundesliga | 3          | 0          | 0     | 0     | 0      | 0      | 3      | 0      |
| 2013/14 | VfL Wolfsburg II     | 2de Bundesliga | 15         | 0          | 0     | 0     | 0      | 0      | 15     | 0      |
| 2014/15 | VfL Wolfsburg II     | 2de Bundesliga | 18         | 1          | 0     | 0     | 0      | 0      | 18     | 1      |
| 2015/16 | VfL Wolfsburg II     | 2de Bundesliga | 20         | 0          | 0     | 0     | 0      | 0      | 20     | 0      |
| 2016/17 | VfL Wolfsburg II     | 2de Bundesliga | 17         | 2          | 0     | 0     | 0      | 0      | 17     | 2      |
| 2017/18 | VfL Wolfsburg II     | 2de Bundesliga | 17         | 1          | 0     | 0     | 0      | 0      | 17     | 1      |
| 2018/19 | VfL Wolfsburg II     | 2de Bundesliga | 17         | 2          | 0     | 0     | 0      | 0      | 17     | 2      |
| 2014/15 | VfL Wolfsburg        | Bundesliga     | 0          | 0          | 1     | 0     | 0      | 0      | 1      | 0      |
| 2019/20 | SC Sand              | Bundesliga     | 18         | 1          | 2     | 1     | 0      | 0      | 20     | 2      |
| 2020/21 | SC Sand              | Bundesliga     | 21         | 0          | 2     | 0     | 0      | 0      | 23     | 0      |
| 2021/22 | SC Sand              | Bundesliga     | 21         | 1          | 3     | 0     | 0      | 0      | 24     | 1      |
| 2022/23 | SV Werder Bremen     | Bundesliga     | 21         | 1          | 2     | 0     | 0      | 0      | 23     | 1      |
| 2023/24 | SV Werder Bremen     | Bundesliga     | 15         | 0          | 2     | 0     | 0      | 0      | 17     | 0      |
| Totaal  | Totaal               | Totaal         | 203        | 9          | 12    | 1     | 0      | 0      | 215    | 10     |

Bijgewerkt t/m 14 mei 2024.

## Interlandcarrière
Michaela Brandenburg kwam met Duitsland onder 17 uit op het EK 2014 in Engeland waar ze Europees kampioen werd met haar land. Op het WK 2014 had ze minder succes en werd ze al uitgeschakeld in de groepsfase. In oktober 2014 debuteerde Brandenburg voor Duitsland onder 19. Met dit team kwam Brandenburg uit op het EK 2015 waarop de halve finale werd behaald.
1 Peng ·
3 Janzen ·
5 Ulbrich ·
6 Wichmann ·
8 Weiß ·
9 Weidauer ·
10 Mahmoud ·
11 Sternad ·
13 Walkling ·
14 Brandenburg ·
15 Sehan ·
16 Bernhardt ·
17 Dahl ·
18 Hausicke ·
19 Matheis ·
20 Meyer ·
21 Hahn ·
22 Dieckmann ·
23 Németh ·
27 Lührßen ·
28 Wirtz ·
29 Kunkel ·
31 Etzold ·
32 Pettersen ·
33 Pérez Jaramillo ·
37 Dahms ·
39 Behrens ·
Coach: Horsch